# Bischofshofen
Bischofshofen – miasto, ośrodek narciarski i wypoczynkowy w Austrii, w kraju związkowym Salzburg, w powiecie St. Johann im Pongau, w dolinie rzeki Salzach.
Znajduje się tu kompleks skoczni narciarskich, w tym najbardziej znana skocznia im. Paula Ausserleitnera, na której corocznie 6 stycznia kończy się Turniej Czterech Skoczni.
W mieście jest stacja kolejowa Bischofshofen.
Liczy 10309 mieszkańców (1 stycznia 2015).

## Współpraca
Miejscowości partnerskie:
- Adeje, Hiszpania
- Unterhaching, Niemcy